# Fabrice Midal
Fabrice Midal, né le 29 septembre 1967 à Paris, est un philosophe français, auteur à succès, et fondateur de Reso qui propose une approche laïcisée de la méditation bouddhique.

## Biographie
Il est né le 29 septembre 1967 à Paris[réf. non conforme], d'un père VRP en vêtements fabriqués en France, et d'une  mère secrétaire. Ses quatre grands-parents sont d'origine juive polonaise, émigrés en France dans les années 1930 pour fuir les pogroms. Durant la deuxième guerre mondiale, ils gagnent la Suisse.
Il est plutôt mauvais élève, jusqu'au lycée où son professeur de philosophie éveille son intérêt. Il suit plus tard les cours de Marcel Conche à la Sorbonne. Il assiste également, en auditeur libre, aux cours de l'heideggérien François Fédier en classe de Khâgne au lycée Pasteur de Neuilly-sur-Seine, pendant plusieurs années, ce qui le marquera profondément, considérant avoir vécu « une des plus grandes aventures de [s]on existence ».
En 1988 il rencontre le cognitiviste chilien Francisco Varela qui va l'initier à la méditation et aux enseignements de Chögyam Trungpa 18 mois après sa mort. Pour Midal débute alors une relation importante : « Pendant quinze ans, je l'ai vu une fois par semaine. Nous étions très proches, jusqu'à sa mort. »
Il se tourne vers le bouddhisme et étudie auprès des maitres de la tradition tibétaine : Khandro Rinpoché, Thrangu Rinpoché, Khenpo Tsultrim Gyamtso Rinpoché, le Lopön Tenzin Namdak, et particulièrement l’enseignement et l’œuvre de Chögyam Trungpa.
En 1999, il soutient une thèse de doctorat en philosophie sous la direction de Françoise Bonardel portant sur le sens du sacré dans les œuvres d’art moderne à l'université Paris 1 intitulée L'oeuvre d'art comme expérience du sacré : essai d'interprétation des arts visuels de notre temps à la lumière de la pensée de Martin Heidegger et de Chögyam Trungpa.
Il a eu des charges de cours de photographie à l'université Paris VIII.
En 2006, il fonde l’École occidentale de méditation, dans la perspective de diffuser un « bouddhisme d’Occident », laïcisé, en pratiquant notamment la méditation sans dimension religieuse. Son siège est à Paris et il existe des antennes à Bruxelles, Genève et Montréal. Cette école prône le recours à la « pleine présence », traduction adéquate, selon Midal, de la Mindfulness meditation.
Pour l'édition française d'une biographie orale du 14e dalaï-lama, Fabrice Midal a rassemblé des Français le connaissant et les a interrogés sur les thèmes de l'ouvrage initialement publié en anglais.
Il est l'auteur de plusieurs ouvrages sur la méditation, et a enregistré des méditations guidées chez Audiolib. Il est l'auteur d'une biographie du maître bouddhiste Chögyam Trungpa intitulée Trungpa, et Chögyam Trungpa, une révolution bouddhiste et d'un Petit traité de la modernité dans l’art. Il s'est intéressé aux Mythes et Dieux tibétains, à la pensée de Martin Heidegger. Il a co-dirigé un livre d'hommage à François Fédier intitulé La Fête de la pensée.
Selon le journaliste Jean-Marie Durand, il est « l’un des plus importants enseignants de la méditation en France. » De même, le journaliste Ludovic Perrin le considère comme « une des figures de proue de la méditation en France », qui rencontre le succès aussi bien dans la vente de ses ouvrages que pour ses séminaires. Toutefois, Anne-Sophie Mercier, journaliste pour Le Canard enchaîné, le considère comme un « chantre du bien-être à la carte » abusant de la niche marketing de la pensée positive et du développement personnel, au même titre que Raphaëlle Giordano ou Frédéric Saldmann, la méditation étant pour eux, selon la journaliste, un « business » très lucratif. Selon elle, pour se distinguer après le succès du livre Méditer de Christophe André (2011), Midal s'est orienté pour sa part vers une méditation « sans contraintes ».
Durant l'été 2019, il anime une chronique sur France Culture : « 3 minutes de philosophie pour redevenir humain ».

## Publications (sélection)
- Trungpa, Biographie, Le Seuil, Paris, 2002[19].
- Le Bouddhisme à travers 100 chefs-d'œuvre, Paris, Presses de la Renaissance, 2007.
- Comprendre l'art moderne, Paris, Pocket, coll. « Agora », 2007.
- Introduction au Tantra Bouddhique. L'incandescence de l'amour, Paris, Fayard, 2008.
- ABC du bouddhisme, Éditions Grancher, 2008.
- Jackson Pollock ou l'invention de l'Amérique, Éditions du Grand Est, 2008.
- Quel bouddhisme pour l'Occident ?, Le Seuil, 2009 (lire en ligne).
- Rainer Maria Rilke, l'amour inexaucé, Paris, Le Seuil, « Points », 2009.
- Risquer la liberté. Vivre dans un monde sans repères, Paris, Le Seuil, 2009.
- Pourquoi n'y a-t-il-pas de chemin spirituel possible sans un maître ?, Éditions du Grand Est, 2009.
- La voie du Chevalier. Dépassement de soi, spiritualité et action, Paris, Payot, 2009.
- Et si de l'amour on ne savait rien ?, Paris, Albin Michel, 2010.
- Préceptes de vie des philosophes grecs, Presses du Châtelet, 2010.
- Mandalas. Retrouver l'unité du monde, Paris, Le Seuil, 2010.
- Pourquoi la poésie ?, Paris, Pocket, « Agora », 2010.
- Conférences de Tokyo. Martin Heidegger et la pensée bouddhique, Paris, Le Cerf, 2012.
- Auschwitz, l'impossible regard, Paris, Le Seuil, 2012.
- La Voie du Chevalier. Pratique de la méditation laïque, Paris, Payot & Rivages, 2014.
- Frappe le ciel, écoute le bruit : Ce que vingt-cinq ans de méditation m'ont appris, Paris, Pocket, 2014.
- Trungpa : L'homme qui a introduit le bouddhisme en Occident, préface Diana Mukpo, Paris, Le Seuil, 2014,  (ISBN 2021142027).
- Comment la philosophie peut nous sauver : 22 méditations décisives, Paris, Flammarion, 2015.
- La méditation, PUF, coll. « Que sais-je ? », 2017.
- Foutez-vous la paix ! et commencez à vivre, Paris, Flammarion/Versilio, 2017[4].
- Sauvez votre peau! Devenez narcissique, Paris, Flammarion/Versilio, 2018.
- Traité moral pour triompher des emmerdes, Paris, Flammarion/Versilio, 2019[20].
- Narcisse n'est pas égoïste, Paris, Flammarion/Versilio, 2019.
- Méditer. Le bonheur d'être présent, Philippe Rey, 2019.
- 3 minutes de philosophie pour redevenir humain, Paris, Flammarion/Versilio, 2020.
- Comment rester serein quand tout s'effondre, Paris, Flammarion/Versilio, 2020.
- Suis-je hypersensible ?, Paris, Flammarion/Versilio, 2021[21].